# Šiljasti ležaj
Šiljasti ležaj ili ležaj za šiljasti rukavac je specijalni klizni ležaj s vrlo malim trenjem jer se ležaj i rukavac (dio osovine ili vratila gdje se nalazi ležaj) dodiruju teoretski u jednoj točki. Valjkasti rukavac osovine maloga je promjera i na kraju prelazi u stožac (šiljak) kojemu je vrh kuglasto zaobljen. Promjer valjkastog dijela je od 0,25 do 1 milimetar. Polumjer zaobline vrha stošca treba biti mali (od 0,005 do 0,2 milimetra), a površina šiljka fino obrađena brušenjem i poliranjem. Što je polumjer manji to je manji i moment sile trenja, pa su manji gubitci na trenje. No veličina polumjera ovisi i o opterećenju, i to tako da je za veće opterećenje i polumjer veći. 
Dodirna površina ležaja najčešće je kuglasto udubljena s polumjerom udubine od 2 do 5 puta veća od polumjera šiljka. Katkada je dodirna površina ravna, no tada se konstrukcijskom izvedbom mora osigurati usredišćivanje (centriranje) osi šiljastoga rukavca i ležaja. 
Opisanim oblikovanjem vrha šiljka i površine ležaja postiže se da je mjesto dodira teoretski točka, a praktično vrlo mala površina. Zato se šiljasti ležaji ne upotrebljavaju za velika opterećenja jer bi dodirni (takozvani kontaktni) tlakovi bili preveliki. Za dopuštene dodirne tlakove do 3 000 N/mm2 koeficijenti trenja klizanja u šiljastim su ležajevima manji od 0,12 (µ).

## Podjela
Šiljasti ležaji, prema opterećenju, mogu biti:
- uzdužni šiljasti ležaji,
- poprječni šiljasti ležaji i
- poprječno-uzdužni šiljasti ležaji.

Pri konstrukciji i ugradnji šiljastih ležaja mora se predvidjeti uzdužna (aksijalna) zračnost između vrha šiljka i površine ležaja da bi se omogućile promjene mjera (dimenzija) osovine pri promjenama temperature (toplinsko istezanje ili dilatacija). Kod vodoravnih osovina preporučuje se uzdužna zračnost z = 0,25∙r2 (r2 – polumjer udubine za šiljak), a kod uspravnih je z = 0,02 do 0,03 mm. Zbog te zračnosti točnost usredišćivanja (centriranja) osovina smanjena, a posebno kod vodoravnih osovina.

## Materijali šiljastih ležaja
Šiljasti rukavac i ležaj zbog velikih se dodirnih tlakova izrađuju od tvrdih materijala. Materijali ležaja moraju biti tvrđi od materijala šiljaka. Šiljasti se rukavci izrađuju od konstrukcijskih čelika s većim postocima ugljika (od 0,9 do 1,1% C) koji su legirani s najmanje 1% W (volfram) i 1% Cr (krom). Nakon obrade tokarenjem, oni se zakale na tvrdoću veću od 60 HRC (po Rockwellu C) i potom fino strojno obrade brušenjem i poliranjem. Često se šiljasti rukavci izrađuju kao zasebni dijelovi te se mogu izraditi opisanim načinom i postupkom sinteriranja (staljivanja) čeličnoga praha. Oni se spajaju s tijelom osovine na različite načine, primjerice uprešavanjem, navojima ili lijepljenjem. 
Ležaji se izrađuju od tvrdih minerala (tvrdoće po Mohsu veće od 8) i od tvrdih kovinskih materijala. Za izradu takozvanih kamenih ležaja koriste se najviše sljedeći prirodni ili sintetski minerali: rubin, spinel, safir i ahat. Ležaji od ovih minerala izrađuju se brušenjem, valjkastog su oblika i vrlo malih mjera (dimenzija). Uobičajene su izmjere promjera od 1 do 2,5 mm te visine od 0,8 do 1,6 mm. Takav se ležaj ugrađuje u metalni nosač ležaja koji se s pomoću navoja pričvrsti za kućište uređaja. Za metalne se ležaje koriste: berilijske bronce, nikelin ili slitine nikla s berilijem i titanijem. Oni su pogodni za dinamička opterećenja. Metalne ležaje treba podmazivati (mogu biti i samopodmazivi kao klizni), a kamene ne treba. 

## Primjena
Šiljasti se ležajevi primjenjuju za uležištenje osovina pri manjim opterećenjima. Najčešće se ugrađuju u mjerne instrumente, satne mehanizme, kompase, računalne pisače, šivaće strojeve i tako dalje.